# 컬럼비아 법학대학원
컬럼비아 로스쿨(Columbia Law School)은 미국 컬럼비아 대학교의 법학전문대학원이다. 아이비 리그 대학 로스쿨 중 하나이며 뉴욕 시 맨해튼에 위치하고 있다. 1858년에 개교하였으며 3년 J.D.(법무박사), 1년 LL.M.(법학석사) 및 J.S.D.(법률과학박사) 학위과정을 제공한다. 국제법과 회사법 분야로 유명하며 미국 로스쿨 중 일곱번째로 높은 대형로펌(biglaw) 취업 비율과 졸업생 평균 연봉을 자랑한다. 현재까지 미국 로스쿨 중 세번째로 많은 7명의 연방 대법원 대법관을 배출했다.
2022-2023 J.D. 과정 입시기간에는 415명 정원에 7,754명이 지원했다. 2023년 가을에 입학한 J.D. 십입생들의 LSAT 점수 25th/75th 퍼센타일은 169/175, 중간값은 173이고 학부 GPA 25th/75th 퍼센타일은 3.81/3.97, 중간값은 3.90이다. 신입생들의 19%가 외국인이다.
미국에서 가장 공신력 있는 대학랭킹 발표 기관인 US News에서 발표한 최근 로스쿨 랭킹(2023-24)에서는 8위를 차지하였다.

## 출신 인사

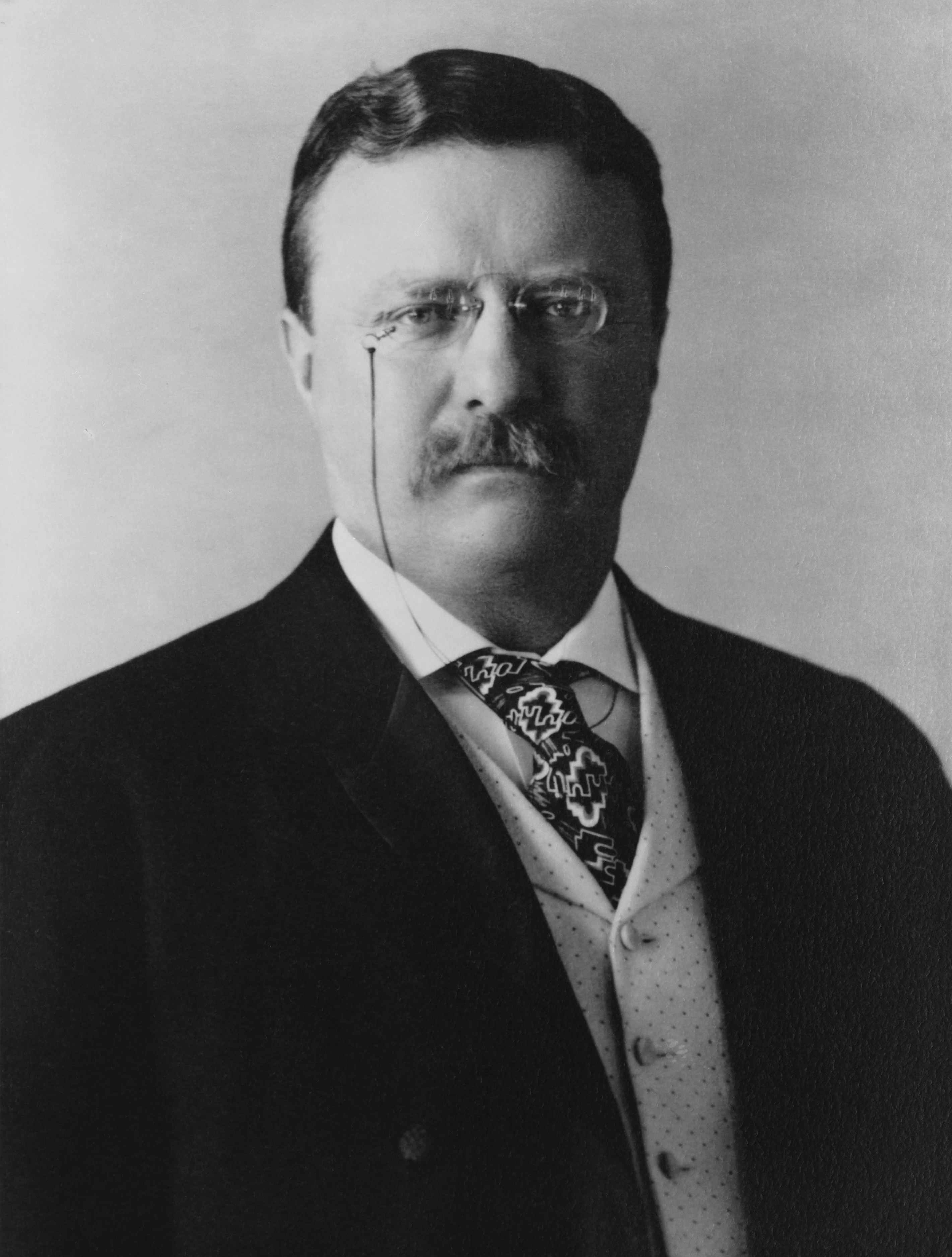
시어도어 루스벨트

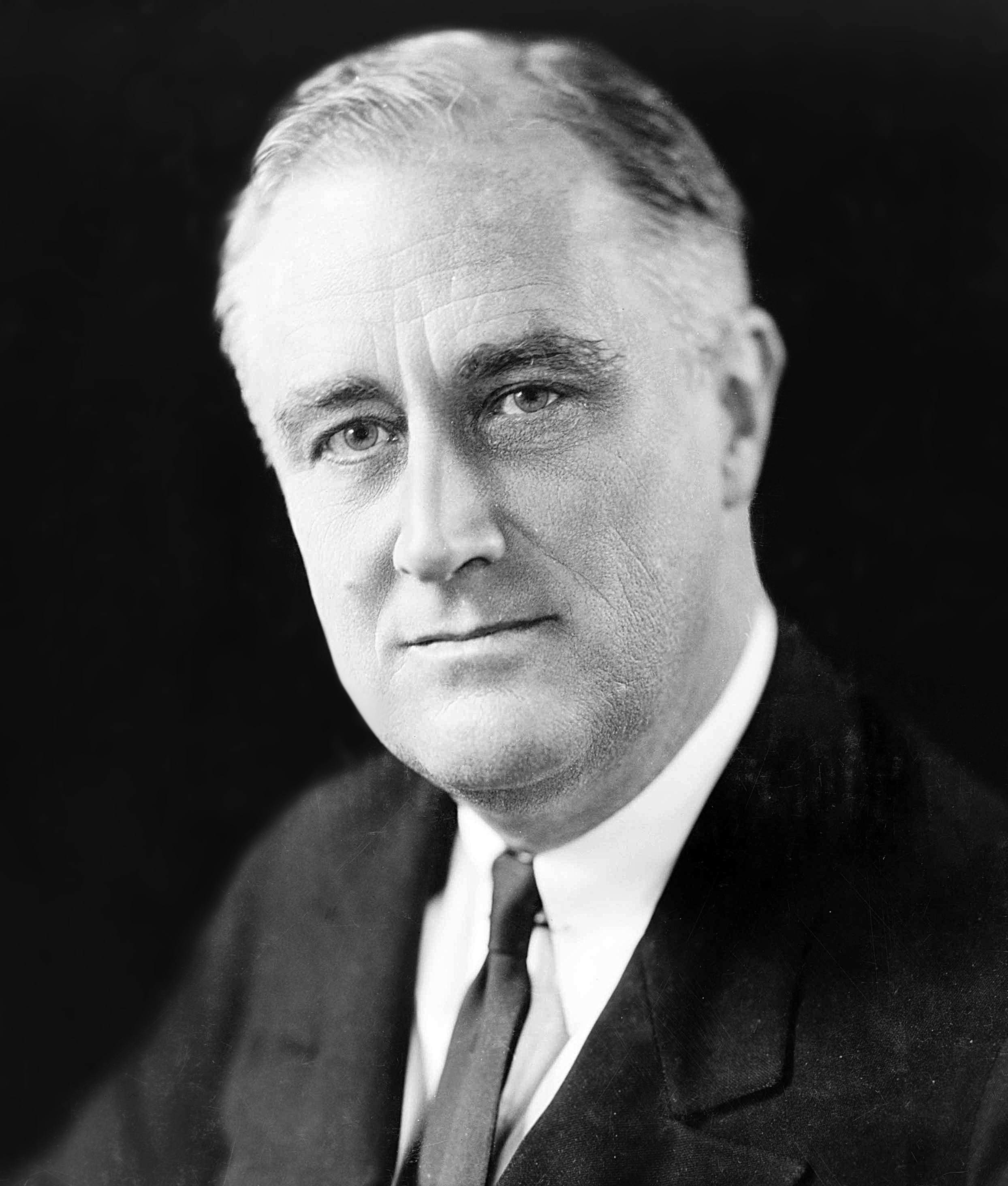
프랭클린 D. 루스벨트

- 시어도어 루스벨트 미국 대통령 1901-1909
- 프랭클린 D. 루스벨트 미국 대통령 1933-1945
- 줄리아노 아마토 (LLM) 이탈리아 총리 1992-1993, 2000-2001
- 미헤일 사카슈빌리 (LLM) 조지아 대통령 2004-2013
- 찰스 에번스 휴스 미국 국무장관 1921-1925, 연방 대법원 대법원장 1930-1941
- 할란 피스크 스톤[5] 연방 대법원 대법원장 1941-1946
- 벤자민 N. 카도조 연방 대법원 대법관 1932-1938
- 윌리엄 O. 더글라스[6] 연방 대법원 대법관 1939-1975
- 루스 베이더 긴즈버그 연방 대법원 대법관 1993-
- 에릭 홀더 미국 법무장관 2009-2015
- 윌리엄 콜비 미국 CIA 국장 1973-1976
- 헨리 모건소 주오스만 제국 미국대사 1913-1916
- 캐럴라인 케네디 주일본 미국대사 2013-
- 토머스 듀이 뉴욕주 주지사 1943-1954
- 그레이 데이비스 캘리포니아주 주지사 1999-2003
- S. 롭슨 월턴 월마트 회장 1992-
- 필립 다우먼 바이어컴 사장, CEO 겸 회장 2006-
- 데빈 웨닉 이베이 CEO 2015-
- 브루스 벅 첼시 FC 회장 2003-
- 랜디 러너 애스턴 빌라 FC 구단주/회장 2006-
- 김현종 외교통상부 통상교섭본부장 2004-2007, UN 대사 2007-2009
- 고승덕 한나라당 국회의원 2008-2012
- 현홍주 (LLM) 주미 한국대사 1991-1993
- 조윤선 (LLM) 여성가족부 장관 2013-

## 주요 간행물
- 컬럼비아 로리뷰 (Columbia Law Review)

## 참고 문헌
- 미국 로스쿨, 로펌에 도전하라! - 21세기 성공 커리어, 손창호, 럭스미디어
- 미국 로스쿨 유학안내 , A.P.Seoul, 백산출판사, 2000.